# Metaplik
Metaplik – to specjalny rodzaj pliku, który zawiera definicje innego pliku lub cały inny plik. W kontekście systemów operacyjnych, takich jak Windows, metapliki są często używane do przechowywania informacji o obrazach wektorowych i rastrowych.
W systemach Windows metapliki mają rozszerzenia.wmf (Windows Metafile) oraz .emf (Enhanced Metafile).
Pliki .wmf są formatem graficznym opracowanym przez Microsoft, który przechowuje serię operacji rysunkowych służących do tworzenia obrazów wektorowych i grafiki rastrowej. Format został wprowadzony w latach 90. XX w. i jest obsługiwany przez wiele programów graficznych.
Z kolei pliki .emf są ulepszoną wersją plików .wmf. Są używane w branżach projektowania grafiki i druku, ponieważ pozwalają przechowywać dużo danych obrazów. Pliki .emf obsługują 32-bitową głębię kolorów RGB, ale nie obsługują CMYK.
Formaty te używane są do przechowywania i wyświetlania obrazów wektorowych, takich jak obiekty clipart, logo i rysunki. Są przydatne w przypadku tworzenia złożonych rysunków, wymagających zaawansowanych funkcji, takich jak definicje palet tła, mapowanie czcionek, efekty przezroczystości i obracanie obiektów.